# Jacob Eliza Boddens Hosang
Jacob Eliza Boddens Hosang (Apeldoorn, 27 augustus 1899 – Utrecht, 19 juni 1958) was een Nederlands burgemeester.

## Leven en werk
Boddens Hosang werd geboren als zoon van Albert Adriaan Hendrik Hosang, burgemeester van Blaricum, en Johanna Wilhelmina Constance Boddens. Bij Koninklijk Besluit d.d. 31 oktober 1900 werd zijn achternaam Hosang gewijzigd in Boddens Hosang. In oktober 1928 werd hij benoemd tot burgemeester van Woubrugge en daarmee was hij op 28-jarige leeftijd de jongste burgemeester in Zuid-Holland en een van de jongste burgemeesters van Nederland. Hiervoor werkte hij op het secretarie van Bussum. Boddens Hosang was tevens gemeentesecretaris van Woubrugge. 
Per 1 januari 1935 werd hij benoemd tot burgemeester van Naarden. In 1938 was hij als organisator betrokken bij de opvang van Joodse vluchtelingkinderen in Nederland. In 1942 werd Boddens Hosang door de Duitse bezetter ontslagen als burgemeester van Naarden. Hij werd gearresteerd en gevangengezet in Amsterdam of Scheveningen en in het gijzelaarskamp Sint-Michielsgestel. Direct na de Tweede Wereldoorlog wordt hij weer in ere hersteld als burgemeester van Naarden. Over zijn ervaringen in het gijzelaarskamp publiceert hij onder het pseudoniem B.H. van der Gijzel "St. Michielsgestel: herinneringen uit het gijzelaarsleven".
Boddens Hosang was aanvankelijk lid van de CHU, na de Tweede Wereldoorlog werd hij lid van de PvdA. In 1947 werd hij benoemd tot burgemeester van Doetinchem. Deze functie vervulde hij tot zijn overlijden in 1958.
Boddens Hosang trouwde met Francina Jacoba Wilhelmina van Dishoeck (1904-1987), dochter van uitgever C.A.J. van Dishoeck (1863-1931). Hij overleed in juni 1958 op 58-jarige leeftijd in het Stads- en Academisch Ziekenhuis te Utrecht. Kort daarvoor was hij - op 30 april 1958 - benoemd tot Officier in de Orde van Oranje-Nassau. Zijn jongere broer Johan Adriaan Hosang is eveneens burgemeester geweest.

## Nagedachtenis
Zowel de Doetinchemse Boddens Hosangstraat als de Woubrugse Boddens Hosangweg zijn naar hem vernoemd.
- Nederlandse Thesaurus van Auteursnamen: 067804586
- Virtual International Authority File: 288130683
- WorldCat: E39PBJghqmbWtVkythDBBHcF8C